# Panorama bitwy pod Grunwaldem
Panorama bitwy pod Grunwaldem – obraz olejny autorstwa Zygmunta Rozwadowskiego i Tadeusza Popiela namalowany w 1910, znajdujący się w zbiorach Muzeum Historycznego we Lwowie, przedstawiający wizję bitwy pod Grunwaldem.
Obraz został namalowany przez współautorów Panoramy Racławickiej w 1910, z okazji przypadającej wówczas 500. rocznicy bitwy, gdyż komitet organizacyjny obchodów nie mógł porozumieć się z właścicielem obrazu Jana Matejki. Prezentowano go w Krakowie, na placu św. Ducha w specjalnie wzniesionym drewnianym pawilonie, który po wystawie rozebrano. W okresie od II wojny światowej do 1990 był uważany za zaginiony, dopiero wówczas odnalazł go profesor Zdzisław Żygulski w magazynach lwowskiego muzeum. W Polsce obraz zaprezentowano po raz pierwszy w 2003 w Gdańsku, z okazji 550. rocznicy powrotu miasta do Rzeczypospolitej. 
W 2009 płótno trafiło na Wawel, gdzie poddano obraz konserwacji. W 2010 z okazji przypadającej 600. rocznicy bitwy grunwaldzkiej dioramę zaprezentowano we Wrocławiu, Wałbrzychu, Bytomiu, Radomsku, Lublinie, Częstochowie, Warszawie, Krakowie, Szczecinie, Wilnie i Mińsku.

## Opis
Największy na świecie obraz prezentujący bitwę pod Grunwaldem (10 × 5,15 metra), przedstawia końcową fazę starcia. Wojska polsko-litewskie nacierają od lewej strony, dowodzone przez stojącego na zalesionym wzgórzu króla Władysława Jagiełłę wraz ze świtą. U stóp Jagiełły leży martwy rycerz Dypold von Köckeritz, który chwilę wcześniej zaatakował monarchę. W centralnej części płótna trwa zażarta walka; uwagę zwraca wysoko uniesiona chorągiew Korony. Z prawej strony obrazu widoczny jest wielki mistrz zakonu krzyżackiego Ulrich von Jungingen, który atakowany jest jednocześnie przez polskiego rycerza i chłopów – jeden z nich usiłuje ściągnąć Jungingena z konia. Na pierwszym planie widoczni są jeńcy krzyżaccy i zdobyte chorągwie. 
Niebo pokryte jest skłębionymi chmurami, kępy sosen oświetlone są zachodzącym słońcem. W tle widoczne są dęby, z których okoliczna ludność obserwuje bitwę. Zygmunt Rozwadowski i Tadeusz Popiel sportretowali się na obrazie pod postaciami dwóch jeńców krzyżackich.